# Schwarzenburg (gemeente)
Schwarzenburg (Frans (verouderd): Schwarzenbourg) is een gemeente in het Zwitserse kanton Bern, en maakt deel uit van het district Bern-Mittelland.
Schwarzenburg telt 6.794 inwoners.

## Geschiedenis
Het kasteel van Schwarzenburg werd tussen 1573 en 1576 gebouwd. Materialen van het voormalige kasteel van Grasburg werden voor de bouw gebruikt.
Schwarzenburg is ook een etappe op de Pelgrimsroute naar Santiago de Compostella : (Einsiedeln)–Rüeggisberg–Freiburg–(Romont).
Schwarzenburg is op 1 januari 2011 ontstaan door de fusie van de toenmalige zelfstandige gemeenten Albligen en Wahlern.

## Verkeer
Schwarzenberg is sinds 1 juni 1907 het eindpunt van de Bern-Schwarzenberg-Bahn, die momenteel bediend wordt door de lijn S6 van de S-Bahn Bern met een frequentie van twee treinen per uur.
Allmendingen · 
Arni · 
Bäriswil · 
Belp · 
Bern · 
Biglen · 
Bleiken bei Oberdiessbach · 
Bolligen · 
Bowil · 
Bremgarten bei Bern · 
Brenzikofen · 
Deisswil bei Münchenbuchsee · 
Diemerswil · 
Ferenbalm · 
Fraubrunnen · 
Frauenkappelen · 
Freimettigen · 
Gelterfingen · 
Gerzensee · 
Grosshöchstetten · 
Guggisberg · 
Gurbrü · 
Häutligen · 
Herbligen · 
Iffwil · 
Ittigen · 
Jaberg · 
Jegenstorf · 
Kaufdorf · 
Kehrsatz · 
Kiesen · 
Kirchdorf · 
Kirchlindach · 
Köniz · 
Konolfingen · 
Kriechenwil · 
Landiswil · 
Laupen · 
Linden · 
Mattstetten · 
Meikirch · 
Mirchel · 
Moosseedorf · 
Mühleberg · 
Mühledorf · 
Münchenbuchsee · 
Münchenwiler · 
Münsingen · 
Muri bei Bern · 
Neuenegg · 
Niederhünigen · 
Niedermuhlern · 
Noflen · 
Oberbalm · 
Oberdiessbach · 
Oberhünigen · 
Oberthal · 
Oppligen · 
Ostermundigen · 
Riggisberg · 
Rubigen · 
Rüeggisberg · 
Rüschegg · 
Schlosswil · 
Schwarzenburg · 
Stettlen · 
Tägertschi · 
Thurnen · 
Toffen · 
Trimstein · 
Urtenen-Schönbühl · 
Vechigen · 
Wald · 
Walkringen · 
Wichtrach · 
Wiggiswil · 
Wileroltigen · 
Wohlen bei Bern · 
Worb · 
Zäziwil · 
Zollikofen · 
Zuzwil
- Gemeinsame Normdatei: 4238357-2
- Historisch woordenboek van Zwitserland: 008370
- MusicBrainz: e8914bae-a2d4-497d-a400-171a61aa258c
- Virtual International Authority File: 240896659